# All Down the Line
All Down the Line är en låt skriven av Mick Jagger och Keith Richards och lanserad av The Rolling Stones på albumet Exile on Main St. 1972. Låten påbörjades dock 1969 under inspelningarna av Sticky Fingers. 1971 gav gruppen en demo av låten till en radiostation i Los Angeles, som spelade den och antog att den skulle bli gruppens nästa singel, men så blev inte fallet. Den dök däremot upp som b-sida på den för USA och Kanada särskilt släppta singeln "Happy". Mick Taylor spelar slidegitarr på inspelningen. Förutom de övriga Stones-medlemmarna medverkar Nicky Hopkins (piano), Bill Plummer (kontrabas), Bobby Keys (saxofon) och Jim Price (trumpet).
Denna låt har sedan 1970-talet ofta framförts på konserter med gruppen. Mick Jagger har även sagt i en intervju med Uncut 2010 att det är en personlig konsertfavorit som får igång publiken. En liveinspelning finns med i Martin Scorseses konsertfilm Shine a Light från 2008. En annan liveversion gavs ut som b-sida till Stones inspelning av "Like a Rolling Stone" 1995, en singel från albumet Stripped.